# مک‌ورلد
مک‌ورلد (به انگلیسی: Macworld) یک مجله ماهانه رایانه‌ای و یک وب‌گاه است که به معرفی محصولات شرکت اپل اختصاص دارد و توسط شرکت مک پابلیشینگ (به انگلیسی: Mac Publishing)، که دفتر مرکزی آن در سان فرانسیسکو در ایالات متحدهٔ آمریکا قرار دارد، منتشر می‌شود.